# Adolf van Bourgondië
Adolf van Bourgondië (1489 - Beveren, 1540) was heer van Beveren, Veere en Vlissingen, Brouwershaven en Duiveland, Tournehem, Westkapelle, Domburg en het land van Aggere en admiraal der Nederlanden. Tevens bezat hij het kasteel Popkensburg. Hij was een zoon van Filips van Bourgondië-Beveren. Hij had Jacob Badt, vriend van Erasmus, als leraar gehad. In 1517 volgde hij als admiraal van de Nederlanden Filips van Bourgondië-Blaton op die bisschop van Utrecht werd.

## Huwelijk en kinderen
In 1509 trouwde hij met Anna van Bergen, dochter van Jan III van Bergen op Zoom. Zij hadden zeven kinderen:
- Filips (1512), jong gestorven
- Maximiliaan (1514–1558)
- Anna (1516–1551), trouwde achtereenvolgens met Jacob III van Horne en met Jean de Hénin-Liétard
- Hendrik (1519–1532)
- Jacoba (1523–1556), trouwde achtereenvolgens met Jan van Praet en met Jan van Kruiningen
- een naamloze jong gestorven dochter (1526)
- Antoinette (1529–1588), trouwde achtereenvolgens met Karel II van Croÿ en met Jacques d'Anneux, heer van Aubencourt.

Daarnaast had Adolf een buitenechtelijk kind met Anne de Rantere (Rantères), vrouwe van Fontaines:
- Filips († na 1567), in 1534 gewettigd door keizer Karel V en getrouwd met Jeanne de Hesdin

## Voorouders
| Voorouders van Adolf van Bourgondië-Beveren | Voorouders van Adolf van Bourgondië-Beveren                                    | Voorouders van Adolf van Bourgondië-Beveren                                    | Voorouders van Adolf van Bourgondië-Beveren                       | Voorouders van Adolf van Bourgondië-Beveren                       | Voorouders van Adolf van Bourgondië-Beveren                                       | Voorouders van Adolf van Bourgondië-Beveren                                       | Voorouders van Adolf van Bourgondië-Beveren                            | Voorouders van Adolf van Bourgondië-Beveren                            |
| ------------------------------------------- | ------------------------------------------------------------------------------ | ------------------------------------------------------------------------------ | ----------------------------------------------------------------- | ----------------------------------------------------------------- | --------------------------------------------------------------------------------- | --------------------------------------------------------------------------------- | ---------------------------------------------------------------------- | ---------------------------------------------------------------------- |
| Overgrootouders                             | Filips de Goede (1396–1467) ∞ Jeanne de Presle de Lizy (1393–1463) (1353–1423) | Filips de Goede (1396–1467) ∞ Jeanne de Presle de Lizy (1393–1463) (1353–1423) | ? (–) ∞ ? (–)                                                     | ? (–) ∞ ? (–)                                                     | Wolfert V van Borselen (1385–1409) ∞ Hadewich van Borselen- van Brigdamme (1440–) | Wolfert V van Borselen (1385–1409) ∞ Hadewich van Borselen- van Brigdamme (1440–) | Olivier van Halewijn (–) ∞ Margaretha van Comines (1380–1445)          | Olivier van Halewijn (–) ∞ Margaretha van Comines (1380–1445)          |
| Grootouders                                 | Anton van Bourgondië (1421–1504) ∞ Jeanne Marie de Viefville (–)               | Anton van Bourgondië (1421–1504) ∞ Jeanne Marie de Viefville (–)               | Anton van Bourgondië (1421–1504) ∞ Jeanne Marie de Viefville (–)  | Anton van Bourgondië (1421–1504) ∞ Jeanne Marie de Viefville (–)  | Hendrik II van Borselen (1404–1474) ∞ Johanna van Halewijn (1410–1467)            | Hendrik II van Borselen (1404–1474) ∞ Johanna van Halewijn (1410–1467)            | Hendrik II van Borselen (1404–1474) ∞ Johanna van Halewijn (1410–1467) | Hendrik II van Borselen (1404–1474) ∞ Johanna van Halewijn (1410–1467) |
| Ouders                                      | Filips van Bourgondië-Beveren (1450–1498) ∞ Anna van Borselen (–)              | Filips van Bourgondië-Beveren (1450–1498) ∞ Anna van Borselen (–)              | Filips van Bourgondië-Beveren (1450–1498) ∞ Anna van Borselen (–) | Filips van Bourgondië-Beveren (1450–1498) ∞ Anna van Borselen (–) | Filips van Bourgondië-Beveren (1450–1498) ∞ Anna van Borselen (–)                 | Filips van Bourgondië-Beveren (1450–1498) ∞ Anna van Borselen (–)                 | Filips van Bourgondië-Beveren (1450–1498) ∞ Anna van Borselen (–)      | Filips van Bourgondië-Beveren (1450–1498) ∞ Anna van Borselen (–)      |
| Adolf van Bourgondië-Beveren (1450–1498)    |                                                                                |                                                                                |                                                                   |                                                                   |                                                                                   |                                                                                   |                                                                        |                                                                        |

- Biografisch Portaal: 03332211
- Digitale Bibliotheek voor de Nederlandse Letteren: bour019
- Gemeinsame Normdatei: 132275066
- International Standard Name Identifier: 0000 0000 2281 3900
- Virtual International Authority File: 33154906